# Портеньо

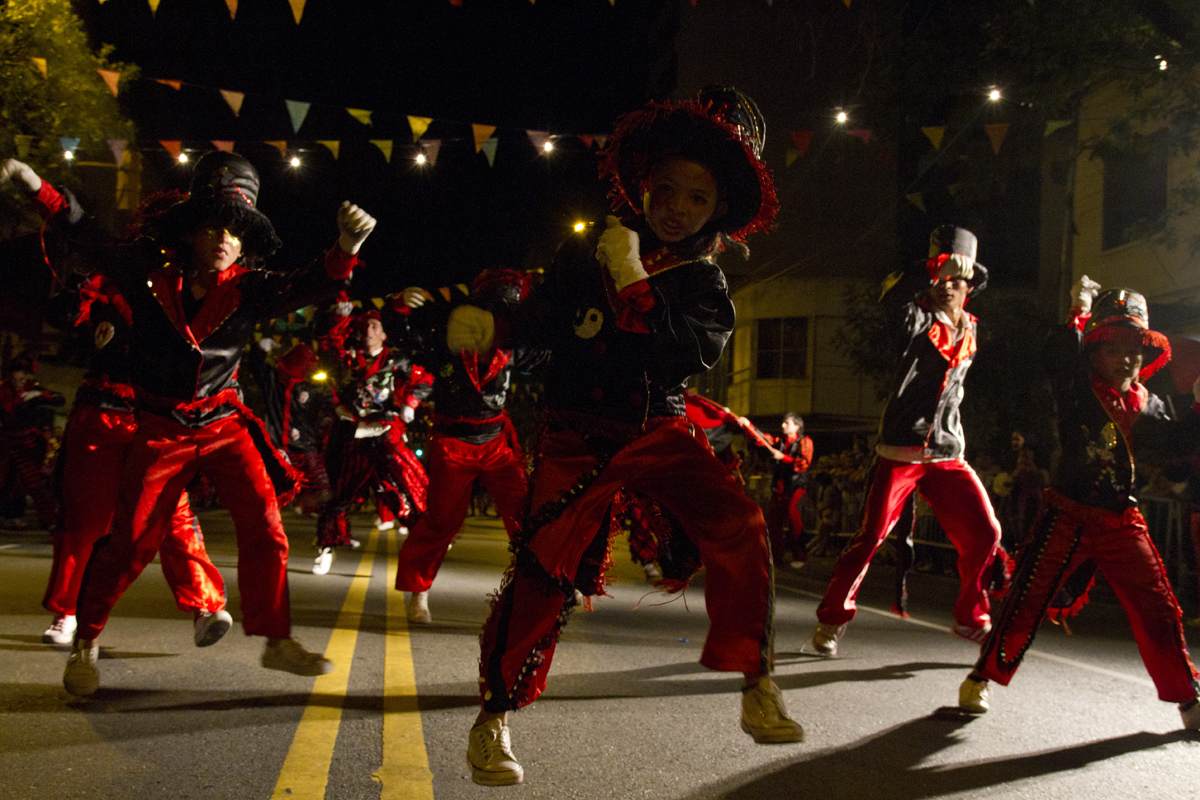
Карнавал портеньо в Буэнос-Айресе

Порте́ньо (исп. porteño — «портовый», в женском роде porteña) — испанское название жителя или уроженца портового города. Чаще всего под городом подразумевается Буэнос-Айрес.
Астор Пьяццолла написал цикл из четырёх композиций о Буэнос-Айресе под названием Cuatro Estaciones Porteñas.
В Чили «портеньо» относится к городу Вальпараисо, а в Коста-Рике — к тихоокеанской провинции Пунтаренас.